# Pollenia amentaria
Pollenia amentaria är en tvåvingeart som först beskrevs av Giovanni Antonio Scopoli 1763.  Pollenia amentaria ingår i släktet vindsflugor, och familjen spyflugor. Arten är reproducerande i Sverige.